# Camera Capitolina
Die Camera Capitolina (auch Camera Urbis genannt) war der Stadtrat, der während des Bestehens des Kirchenstaates bis 1870 für die Wirtschaftsverwaltung der Stadt Rom zuständig war.

## Historische Darstellung
Die Camera Capitolina wurde im 14. Jahrhundert von der Curia Capitolina als eigenständige Einrichtung in Rom, mit einem Senator an der Spitze, gegründet. Die Kammer wurde vom römischen Magistrat geleitet, der aus den drei Conservatori und dem Prior der Caporioni bestand. Diese Personen wurden aus dem römischen Patriziat ausgewählt und blieben für kurze Zeiträume, in der Regel 3 Monate, im Amt mit der Möglichkeit einer sukzessiven Verlängerung um bis zu 1 Jahr (und nur in Ausnahmefällen um bis zu zwei): Sie führten den Vorsitz im Gericht der Conservatori für Wirtschafts- und Verwaltungsstreitigkeiten. Innerhalb der Kammer gab es mehrere Beamte wie den Schatzmeister, den Kammerherrn, den Rechtsanwalt und den Notar. Im Jahr 1847 wurde mit der Reform von Pius IX. (mit einem Sondergesetz durch motu proprio vom 1. Oktober 1847 mit dem Titel Struttura e organizzazione municipale e dell'amministrazione degli uffici) die Zahl der Conservatori auf 5 erhöht, das Amt des Prior abgeschafft und die Kanzlei stärker aufgeteilt.
Die Haupteinnahmen der Camera Capitolina stammten, so klein sie auch sein mögen, aus den Erträgen von vier Lehen, über die sie ihre Gerichtsbarkeit ausübten (Cori, Magliano, Vitorchiano und Barbano) und aus Abgaben aus der Flussmaut, während der größte Teil der Ausgaben für die Verwaltung öffentlicher Gebäude wie Straßen, Brücken, Brunnen und Aquädukte verwendet wurde.
Mit der Annexion der Gemeinde Rom durch das Königreich Italien im Jahre 1870 kam es schließlich nach mehr als fünf Jahrhunderten zur Auflösung der Kammer und der damit verbundenen Ämter. Die strukturelle Reorganisation der Gemeinde mit der endgültigen Verankerung eines Bürgermeisters und des modernen Stadtrates war ähnlich wie die, die bis heute in Gebrauch ist.